# Power (Hardwell & KSHMR)
Power is een nummer van de Nederlandse dj Hardwell en de Amerikaanse dj KSHMR uit 2017.
Het electrohousenummer werd een hit in Nederland. Het haalde 27e positie in de Nederlandse Top 40. In Vlaanderen haalde het slechts de Tipparade.